# Nilmar Honorato da Silva
Nilmar Honorato da Silva (Bandeirantes, 1984. július 14. –) brazil válogatott labdarúgó.

## Sikerei, díjai

### Klub
- SC Internacional
  - Campeonato Gaúcho: 2003, 2004, 2008, 2009, 2015
  - Copa Sudamericana: 2008
- Lyon
  - Francia szuperkupa: 2004
  - Francia bajnok: 2004-05
- Corinthians
  - Brazil bajnok: 2005
- Al Rayyan SC
  - Qatar Emir's Cup: 2013
  - Sheikh Jassim's Cup: 2012

#### A válogatottban
- Brazília U23
  - U20-as labdarúgó-világbajnokság: 2003
- Brazília
  - Konföderációs kupa: 2009

### Egyéni
- São Paulo State League gólkirály: 2006
- Copa Sudamericana gólkirály: 2008